# Petrőczy család
A petrőczi és kaszavári Petrőczy család tagjai az 1600-as évek második felében és az 1700-as évek elején a magyarországi történések ismert szereplői voltak: Mind idősebb Petrőczy István (aki bárói címet kapott), mind ifjabb Petrőczy István, aktív részesei voltak a kuruc mozgalmaknak. Petrőczy Kata Szidónia az első – ismert – magyar költőnő volt.
Az evangélikussá lett felvidéki család birtokának központja Trencsén vármegyében Kaszavára volt (Kaszaváralja, Szlovákia). Ezt a birtokot I. Ferdinánd király a mohácsi vész után Petrőczy Pálnak adományozta, aki Anna királyné (I. Ferdinánd felesége) tárnokmestere volt. Van olyan feltételezés, hogy a család a Délvidékről származott. Itt, a török hódítás előtt, Bács vármegyében, valóban létezett egy Petrőc (Petrőcz?) nevű település, amely azonban nem azonos a mai, Vajdaságban lévő, Petrőc helységgel.

## A családfa
- A1. Petrőczy N, h: N. N.
  - B1. Péter (*? - †?), h: N. N.  
    - C1. I. Pál (*? - †), h: Gyulai Katalin (*?- †?)
      - D1. I. Miklós (*? - †1590?), h: Zay Borbála („Bora”) (*?- †?)
        - E1. III. Pál (*1571 - †1639), h: Osztrosith Judit (*? - †)
        - E2. Zsuzsanna (*1571 után - †1639 előtt)
        - E3. Márton (*1571 után - †1639 előtt)
        - E4. György (*1571 után - †1639 előtt)
        - E5. I. Imre (*1571 után - †1639 előtt)
        - E6. Lőrinc (*1571 után - †1639 előtt)
        - E7. II. Miklós (*1571 után - †1639 előtt), h: Mérey Zsófia (*?- †1661)
          - F1. Ilona (*? - †?), h: Forgách János (*? - †?)
          - F2. II. István (*1623? ; 1633? - †1678?), idősebb Petrőczy István báró, a bujdosó kurucok 1672. évi támadásának egyik vezére; h: Thököly Erzsébet („Erzse”) (*? - †1662)
            - G1. III. Miklós (*1650-es évek legeleje - †1680)
            - G2. III. István (*1654 - †1712), ifjabb Petrőczy István báró, költő, Thököly Imre hadvezére, II. Rákóczi Ferenc tábornoka;[1] h: Révay Erzsébet (*1660? - †1732), költőnő
              - H1. II. Katalin (*1683 - †1684?)
              - H2. III. Imre (*1685 - †1685)
              - H3. Erzsébet (*1705 - †1771), a család utolsó sarja; h: Christian (Keresztély) Calisch (*? - †1750), Erzsébet édesanyja, Révay Erzsébet, második férjének, Philip Heinrich Calischnak a fia

            - G3. II. Imre („Imre János”?) (*1657 - †1678 előtt)
            - G4. Kata Szidónia (*1658? ; 1659? - †1708), Petrőczy Kata Szidónia, az első ismert magyar költőnő; h: Pekry Lőrinc (*? - †1709)

        - E8. Dániel (*1583 - †1639 után)

      - D2. I. István (*? - †?)
      - D3. II. Pál (*? - †?)
      - D4. János (*? - †?)
      - D5. I. Katalin (*? - †?), h: Jakusith Ferenc (*? - †)
      - D6. Anna (*? - †?)

### Jelölések
- * = születés
- † = elhalálozás
- h: = házasság
- N = ismeretlen nevű, illetve keresztnevű